# Pukkila
Buckila är även en by i Pikis.

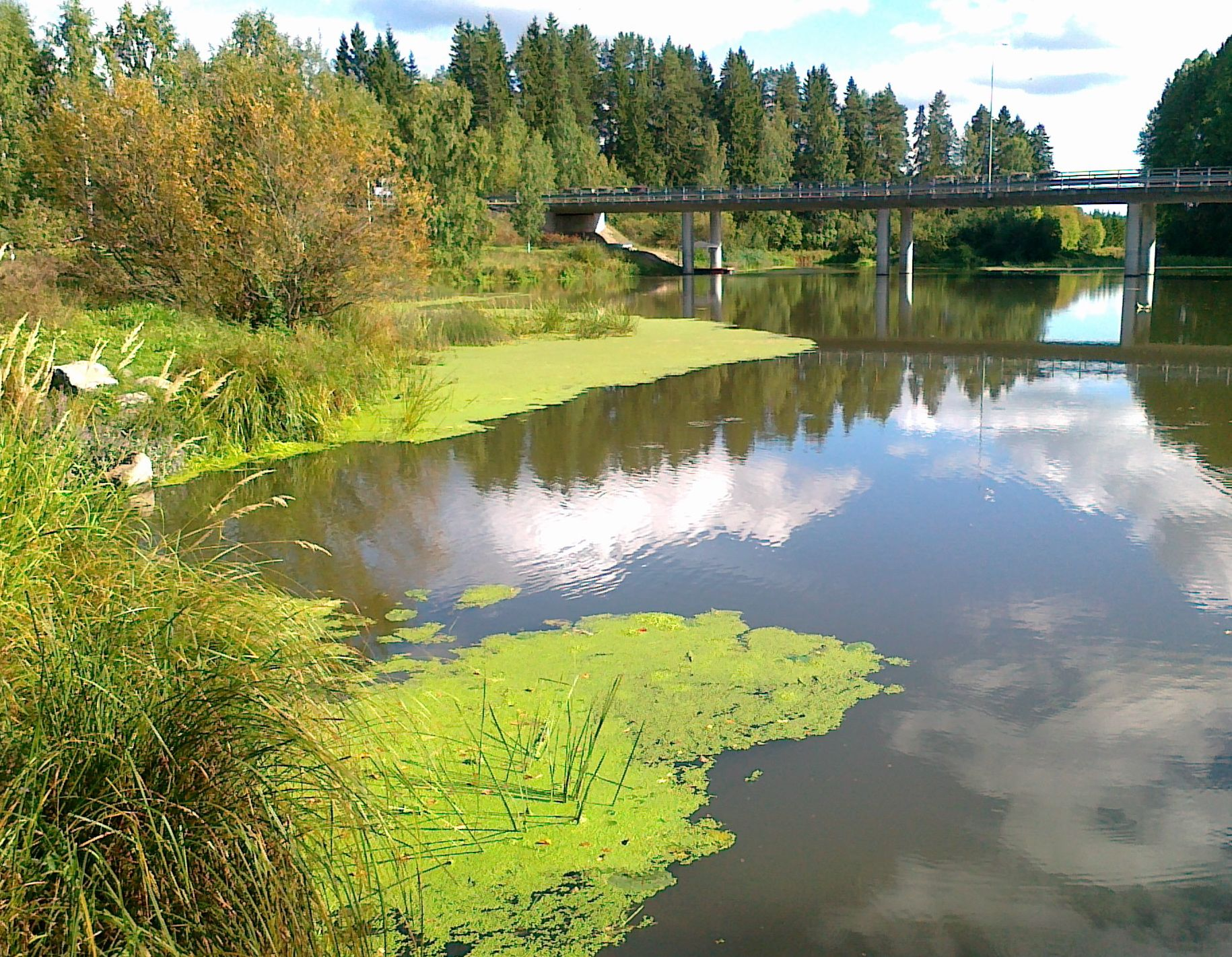
Vy över Borgå å i Pukkila

Pukkila (föråldrat svenskt namn: Buckila) är en kommun i landskapet Nyland i Finland. Folkmängden i kommunen uppgår till 1 848 invånare och den totala arealen utgörs av 145,94 km². Folkmängden i centralorten Pukkila kyrkoby uppgick den 31 december 2014 till 791 invånare. Kommunen gränsar i väster till Mäntsälä kommun,  i norr till Orimattila stad, i öster till Mörskom kommun och i söder till Askola kommun. 
Pukkila kommuns språkliga status är enspråkig finsk.

## Namn
Kommunens officiella namn på både finska och svenska är Pukkila. Historiskt har på svenska använts ortnamnet Buckila, som dock enligt Institutet för de inhemska språkens förteckning över svenska ortnamn i Finland betraktas som föråldrat. I historiska sammanhang kan dock det svenska parallellnamnet Buckila fortfarande användas.

## Geografi

### Tätorter och mindre orter
Orter i Pukkila kommun:
- Kantele
- Naarkoski
- Pukkila kyrkoby
- Savijoki
- Syvänoja
- Torppi

## Styre och politik

### Mandatfördelning i Pukkila, valen 1976–2025
| 4 | 8 | 5 |

| 4 | 1 | 7 | 5 |

| 3 | 1 | 7 | 6 |

| 3 | 2 | 8 | 4 |

| 4 | 1 | 7 | 5 |

| 4 | 8 | 5 |

| 3 | 1 | 8 | 5 |

| 3 | 2 | 8 | 4 |

| 12 | 5 |

| 2 | 2 | 13 | 4 |

| 13 | 8 |

| 2 | 1 | 2 | 12 | 4 |

| 12 | 9 |

| 1 | 1 | 1 | 9 | 5 |

| 10 | 7 |

| 2 | 3 | 7 | 5 |

| 8 | 9 |

| 1 | 7 | 5 |

| 7 | 6 |

### Vänorter
Pukkila kommun bedriver för närvarande (2016) ingen vänortsverksamhet.

## Ekonomi och infrastruktur

### Utbildning
I Pukkila kommun finns två finskspråkiga grundskolor, Kirkonkylän koulu (åk 1–6)  och Torpin koulu (åk 1–6). I Kirkonkylä koulu verkar även en förskola. 

### Kommunikationer
Pukkila kyrkoby har dagliga bussturer till både Lahtis stad och Borgå stad. 

## Befolkning

### Befolkningsutveckling
| Befolkningsutvecklingen i Pukkila kommun 1975–2020                                                           | Befolkningsutvecklingen i Pukkila kommun 1975–2020 | Befolkningsutvecklingen i Pukkila kommun 1975–2020 | Befolkningsutvecklingen i Pukkila kommun 1975–2020 | Befolkningsutvecklingen i Pukkila kommun 1975–2020 |
| --- | -------------------------------------------------- | -------------------------------------------------- | -------------------------------------------------- | -------------------------------------------------- |
| |                                                    |                                                    |                                                    |                                                    |
| År |                                                    |                                                    | Folkmängd                                          |                                                    |
| 1975 | 1975                                               |                                                    | 1 823                                              |                                                    |
| 1980 | 1980                                               |                                                    | 1 678                                              |                                                    |
| 1985 | 1985                                               |                                                    | 1 659                                              |                                                    |
| 1990 | 1990                                               |                                                    | 1 840                                              |                                                    |
| 1995 | 1995                                               |                                                    | 1 867                                              |                                                    |
| 2000 | 2000                                               |                                                    | 1 921                                              |                                                    |
| 2005 | 2005                                               |                                                    | 2 024                                              |                                                    |
| 2010 | 2010                                               |                                                    | 2 024                                              |                                                    |
| 2015 | 2015                                               |                                                    | 1 971                                              |                                                    |
| 2020 | 2020                                               |                                                    | 1 833                                              |                                                    |
| Anm: Uppgifterna avser förhållandena den 31 december nämnda år enligt områdesindelningen den 1 januari 2022. |                                                    |                                                    |                                                    |                                                    |

### Religion

#### Pukkila församling
Pukkila, tidigare Savijoki kapellförsamling, hörde till Borgå moderförsamling från cirka 1640. En egen kyrkobyggnad färdigställdes redan 1606. Prästen var gemensam med Askola församling tills kapellförsamlingen fick egen kaplan 1676. Avskildes till eget pastorat 1896. Församlingens finska namnform är: Pukkilan seurakunta. 
Byar som har tillhört Pukkila församling i äldre tider: Kantele, Naarkoski, Pukkila, Savijoki, Syvänoja och Torpinkylä.